# آيلين موخيكا
آيلين موخيكا ريكارد (بالإسبانية: Aylín Mújica)‏ ولدت بتاريخ (24 نوفمبر 1974)٬ بمدينة هافانا في كوبا، وهي ممثلة كوبية، عارضة أزياء وراقصة باليه وتعيش حاليا في ميامي (فلوريدا) بالولايات المتحدة.

## حياتها الشخصية
تزوجت موخيكا ثلات مرات ولديها ثلاتة أطفال. كان أول زواج لها من الموسيقي الكوبي أوسامو٬ والذي أنجبت منه طفلها الأول ماورو عام 1993. أما زواجها الثاني فقد كان من المنتج التلفزيوني المكسيكي أليخاندرو غافيرا والذي أنجبت منه أيضا طفلها الثاني عام 2000 وإسمه أليخاندرو. في (24 سبتمبر 2010)٬ تزوجت موخيكا من الممثل غابرييال فنزويلا وأنجبت ابنتها فيوليتا٬ التي ولدت في (6 أفريل 2010)٬ وخلال صيف 2012 أعلن غابرييال وموخيكا خبر طلاقهما.
.

## أعمالها

### التلفزيون
| العام     | الأعمال التلفزية                     | الدور                                        |
| --------- | ------------------------------------ | -------------------------------------------- |
| 2014-2015 | البؤساء (مسلسل 2015) - (تيليموندو)   | ليليانا دوران, (خصم رئيسي).                  |
| 2014      | Secreteando (مسلسل جديد)             | دانييلا, (خصم).                              |
| 2012-2013 | القلب الشجاع (تيليموندو)             | فرناندا, (خصم رئيسي).                        |
| 2010–2011 | فجر (تيليموندو)                      | فانيسا, (بطلة رئيسية).                       |
| 2009      | أطفال أثرياء، آباء فقراء (تيليموندو) | فيرونيكا,(خصم).                              |
| 2008      | دون أحلام ليس هناك جنّة (تيليموندو)   | لورينا, (خصم).                               |
| 2007      | الأحكام (تيليموندو) - (سلسلة تلفزية) | آيلين, (حلقة "El precio de un sueno").       |
| 2006–2007 | العمر الضائع (تيليموندو)             | لاورا & فيرونيكا, (خصم رئيسي/بطلة رئيسية).   |
| 2004–2005 | الوريثة (أزيكا TV)                   | لورينا ماديرو غريمالدي, (بطلة رئيسية).       |
| 2002      | المياه والنفط (أزيكا TV-زوبا)        | ديبورا.                                      |
| 2001      | Lo que callamos las mujeres          | (حلقة "Del infierno al paraíso").            |
| 1999      | أخبرني عن الحب (مسلسل)               | لوسيا, (بطلة رئيسية).                        |
| 1998      | سيدتي (أزيكا TV)                     | إيزابيل فرناندز, (بطلة رئيسية).              |
| 1997      | ياكارانداي (أزيكا TV)                | ياكارانداي, (دور رئيسى، مع خورخي لويس بيلا). |
| 1996      | أغنية الحب                           | إستريلا.                                     |
| 1995      | المالكة (تيليفيزا)                   | فابيولا, (بطلة رئيسية).                      |
| 1995      | Los cómplices del infierno           | سيليا مينور (دور).                           |
| 1994      | El jinete de acero                   | غلوريا.                                      |

### المسرح والسينما
| العام | مسرح/فيلم                     | الدور  | ملاحظات                              |
| ----- | ----------------------------- | ------ | ------------------------------------ |
| 1994  | المتسابق الصلب                | غلوريا | فيلم                                 |
|       | سندريلا                       |        | مسرحية عملية                         |
|       | أفضل ملهى ليلي في ولاية تكساس |        | Obra de Brodway presentada en México |
| 1999  | دراكولا                       |        | مسرحية عملية                         |
| 2007  | حول أليكسا                    | إيليسا | فيلم                                 |
| 2012  | الأيدي الساكنة                |        | مسرحية عملية                         |

## وصلات خارجية
- آيلين موخيكا على موقع IMDb (الإنجليزية)
- آيلين موخيكا على موقع قاعدة بيانات الفيلم (الإنجليزية)
- Telemundo Website
- Official "Sin Senos No Hay Paraíso" Website
- Aylín Mújica at Notas.com
- Aylín Mújica at Alma Latina